# Astragalus lotiflorus
Astragalus lotiflorus är en ärtväxtart som beskrevs av William Jackson Hooker. Astragalus lotiflorus ingår i släktet vedlar, och familjen ärtväxter. Inga underarter finns listade i Catalogue of Life.

## Bildgalleri

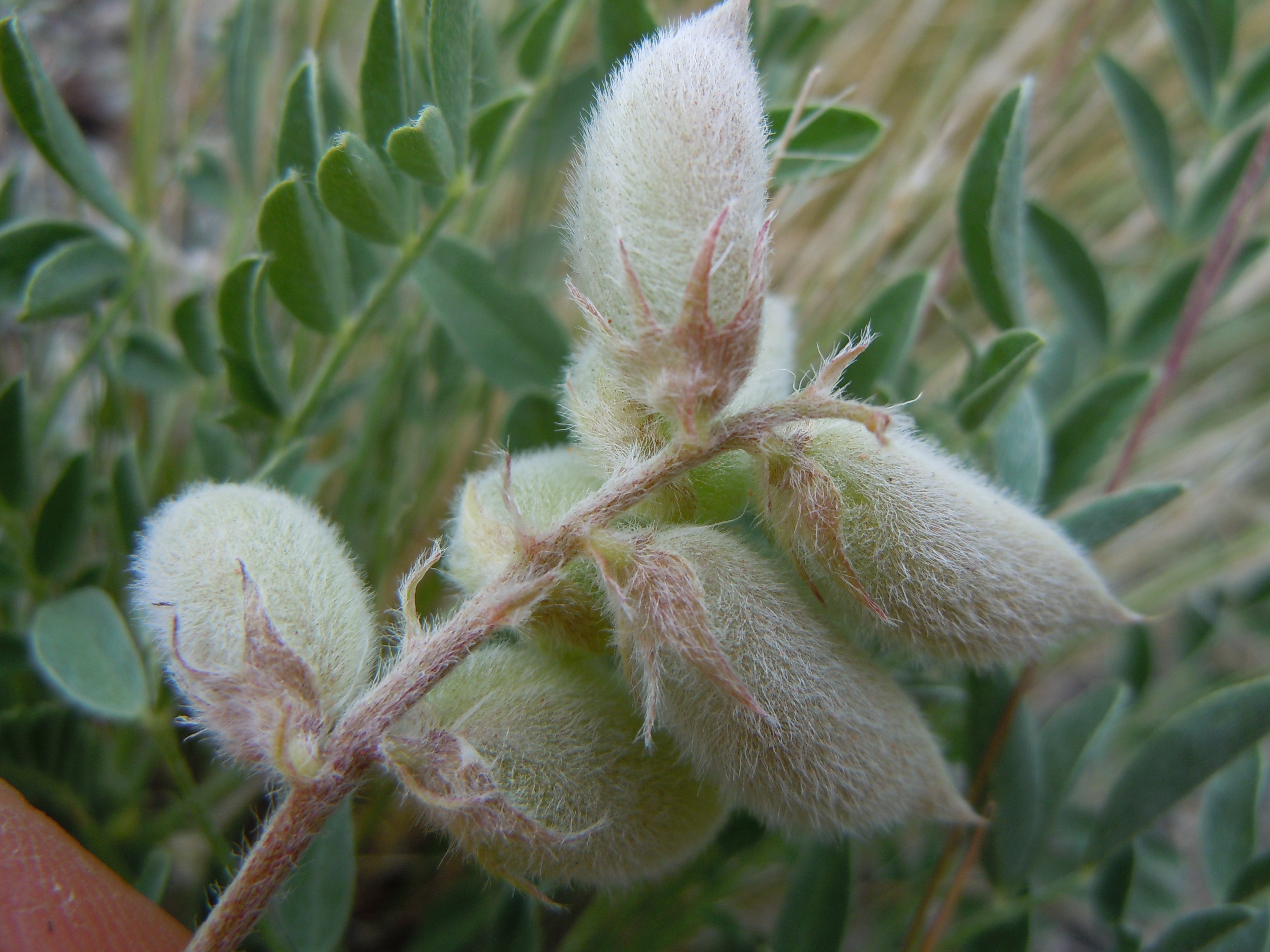
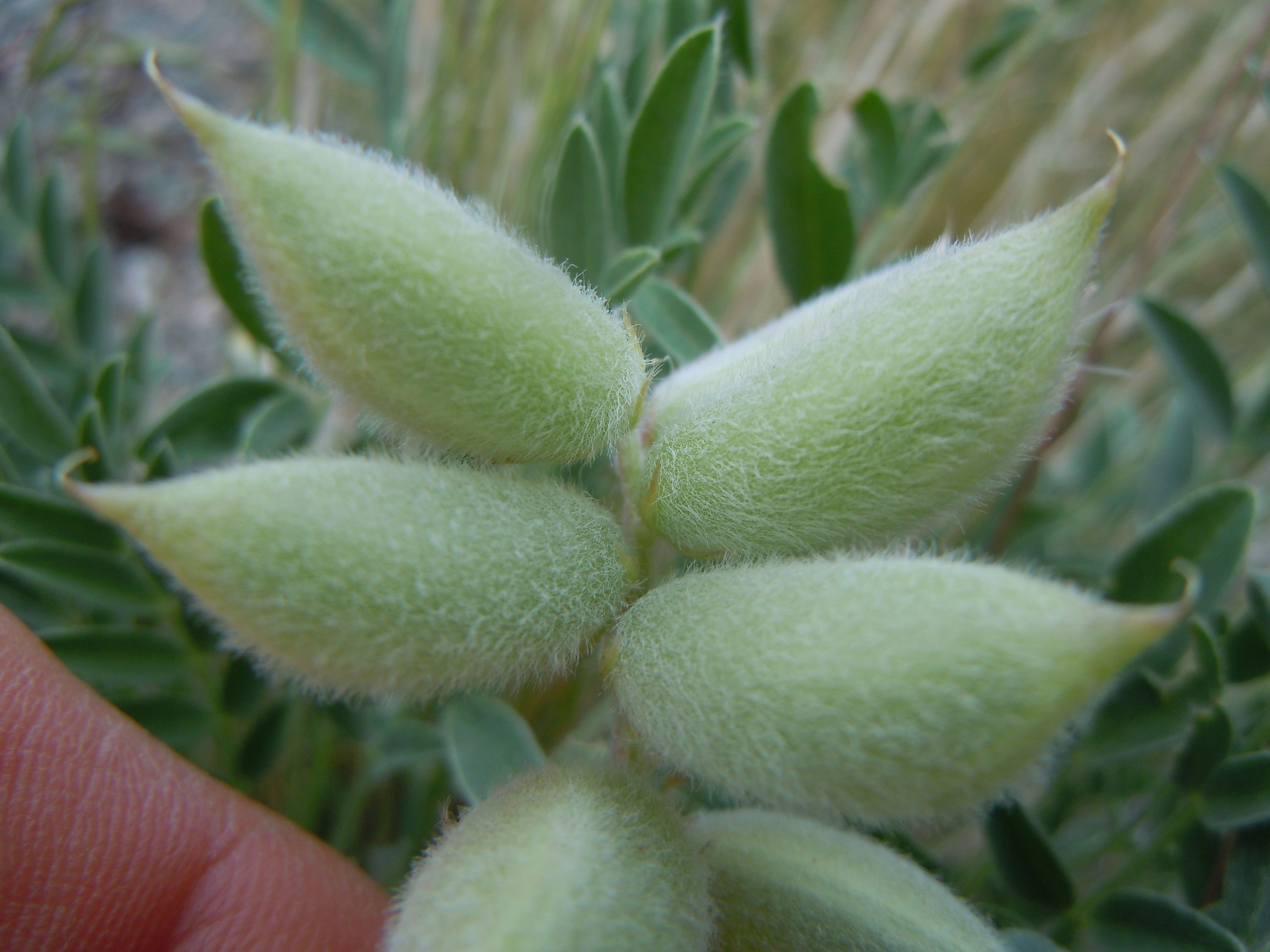
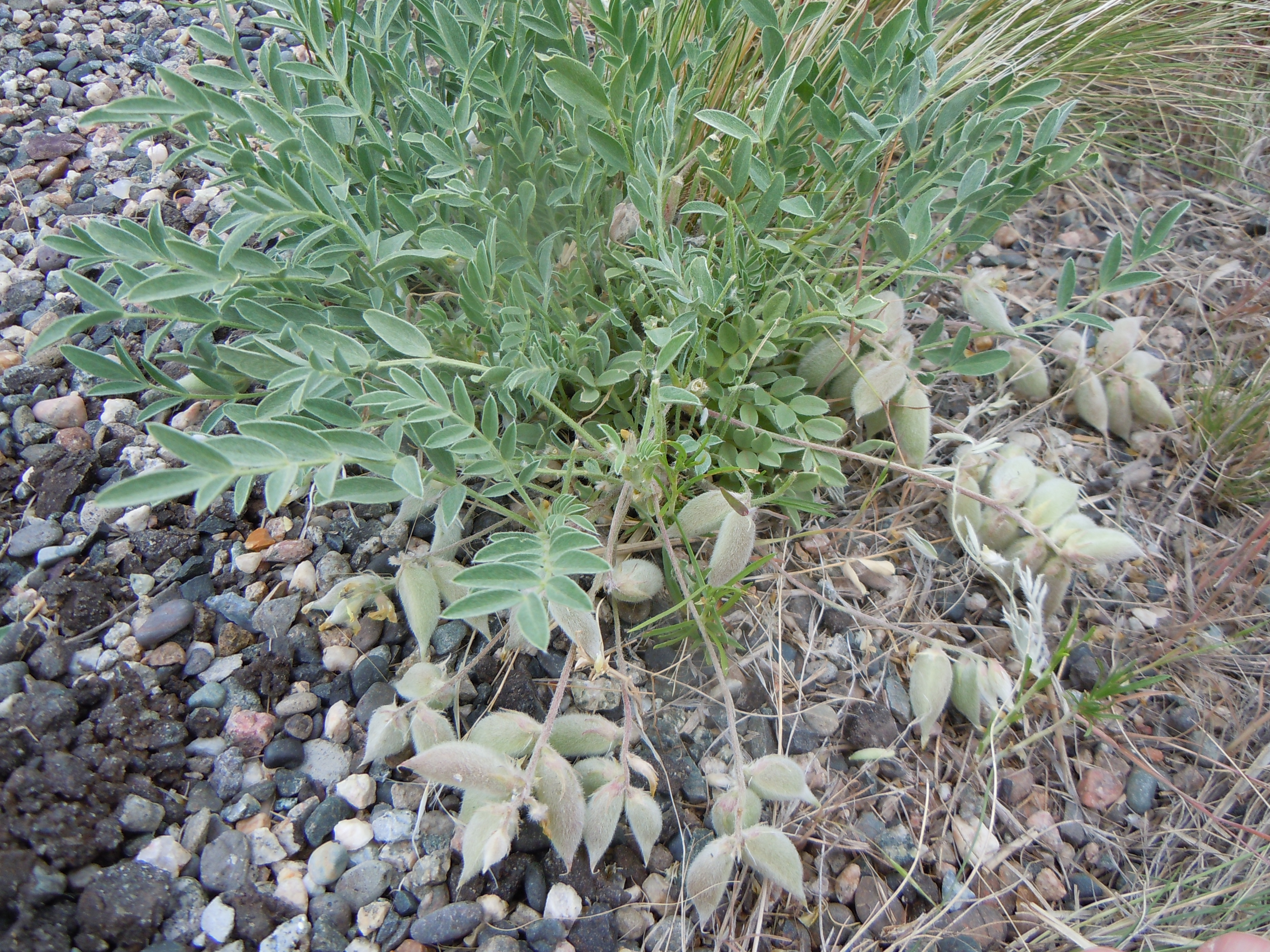